# Segundo Castillo
Segundo Alejandro Castillo (San Lorenzo, 15. svibnja 1982.) bivši je ekvadorski nogometaš.
Castillo je član ekvadorske nogometne reprezentacije. Bio je dio standardne postave na Svjetskom nogometnom prvenstvu 2006.
Dana 31. kolovoza 2006. potpisao je dvogodišnji ugovor s Crvenom zvezdom u koju je došao iz ekvadorskog prvaka LDU Quito.
U prijelaznom roku u ljeto 2008. došao je na jednogodišnju posudbu u engleski Everton. Prije toga nije prošao na probi u Blackburnu.